# 万百五
万百五（1928年—），男，江苏南京人，中国自动化和系统工程专家，曾任中国自动化学会常务理事。